# Booker T. Washington National Monument
Das Booker T. Washington National Monument ist eine ehemalige Tabakfarm in der Nähe der Ortschaft Hardy (Franklin County) im US-Bundesstaat Virginia. Auf ihr wurde 1856 der Pädagoge und Schwarzenrechtler Booker T. Washington als Sklave geboren. Anlässlich seines 100. Geburtstages wurde das Areal 1956 zu einer Gedenkstätte vom Typ eines National Monuments erklärt.